# Психология толпы

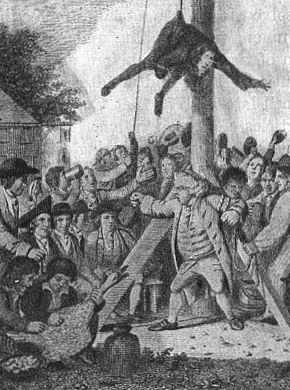
Линчующая толпа. Сторонники независимости США линчуют сторонника британской короны

Психология толпы — раздел социальной психологии, изучающий поведение групп людей и отличия поведения групп от поведения отдельных индивидуумов.
Под толпой в психологии понимается бесструктурное временное скопление людей, не имеющее чёткой цели, члены которого обладают схожим эмоциональным состоянием и объектами внимания. Одна из ярких черт толпы с точки зрения психологии это то, что в толпе может раствориться любая индивидуальность, каким бы образованным и интеллигентным ни был индивид в отрыве от толпы.
История знает много примеров, когда большие группы людей способны производить драматические и неожиданные социальные изменения, действуя в обход привычных механизмов и паттернов. Такие события часто приводят к конфликтам. Учёные разработали несколько различных теорий, объясняющих психологию толпы.

## Разновидности толпы
Толпы могут подразделяться в зависимости от активности (собственно толпа) или пассивности участников (публика, аудитория). Толпа классифицируется в зависимости от доминирующего поведения участников и в зависимости от управляемости.
- Стихийная толпа (неуправляемая). Не имеет единой цели и организатора (лидера)
- Ведомая толпа. Имеет лидера — конкретное физическое лицо, — которое координирует её действия, регулирует настроение и мотивацию толпы
- Организованная толпа. Не только имеет лидера, направляющего её, но и само её скопление запланировано организаторами
- Агрессивная толпа — бунтующая и линчующая толпа, характеризуется проявлением агрессии в отношении людей или объектов
- Паническая толпа[3] — доминирующей формой поведения спасающихся толп является паника, как, например, в случае пожара в театре
- Стяжающая толпа — сходны со спасающимися тем, что те и другие вовлечены в соперничество за определенный дефицитный объект
- Экспрессивная толпа — общность людей, отличающаяся особой силой массового проявления эмоций и чувств (любви, радости, грусти, печали, горя, негодования, гнева, ненависти и т. д.). Экспрессивная толпа обычно является результатом трансформации случайной или конвенциональной толпы[3][2]
- и другие.

## Закономерности
Несмотря на отсутствие единства в мнениях среди исследователей, к характеристикам толпы чаще всего относят:
- духовное единство или «умственную однородность»;
- эмоциональность;
- иррациональность[2].

Гюстав Лебон объяснял духовное единство толпы механизмом заражения — механического распространения аффекта от одного члена к другому по типу инфекционного заболевания. Другие исследователи, подобно Стэнли Милгрэму и Точу, полагали, что видимая психическая однородность толпы может также объясняться механизмом конвергенции: сходно мыслящие и чувствующие индивидуумы имеют тенденцию собираться вместе и объединяться в толпу. Таким образом, однородность скорее предшествует, нежели вытекает из принадлежности к толпе. Два механизма предположительно объясняют эмоциональный и иррациональный характер толпы:
- утрата ответственности вследствие анонимности;
- впечатление всеобщности[2].

## Теории психологии толпы
Карл Юнг заложил основные понятия коллективного бессознательного. Другие известные исследователи психологии толпы — Гюстав Лебон, Уилфред Троттер, Габриель Тард, Зигмунд Фрейд и Элиас Канетти.

### Классические теории
Основная идея Зигмунда Фрейда касательно психологии толпы заключается в гипотезе, что люди в толпе действуют иначе, чем люди, которые мыслят индивидуально. Разумы группы людей объединяются в некий коллективный разум. Энтузиазм каждого члена группы в результате усиливается, и интересы одной личности становятся менее значимыми для неё самой при действии в толпе.
Психическое состояние индивида в толпе характеризуется резким усилением влияния следующих факторов:
1. Повышение эмоциональности восприятия всего, что он видит и слышит.
2. Повышение внушаемости и уменьшение степени критического отношения к самому себе и способности рациональной обработки воспринимаемой информации.
3. Подавление чувства ответственности за собственное поведение.
4. Появление чувства силы и сознания анонимности.

Гюстав Лебон характеризовал душу толпы таким образом:
Самый поразительный факт, наблюдающийся в одухотворённой толпе, следующий: каковы бы ни были индивиды, составляющие её, каков бы ни был их образ жизни, занятия, их характер или ум, одного их превращения в толпу достаточно для того, чтобы у них образовался род коллективной души, заставляющей их чувствовать, думать и действовать совершенно иначе, чем думал бы, действовал и чувствовал каждый из них в отдельности. Существуют такие идеи и чувства, которые возникают и превращаются в действия лишь у индивидов, составляющих толпу. Одухотворенная толпа представляет собой временный организм, образовавшийся из разнородных элементов, на одно мгновение соединившихся вместе, подобно тому, как соединяются клетки, входящие в состав живого тела и образующие посредством этого соединения новое существо, обладающее свойствами, отличающимися от тех, которыми обладает каждая клетка в отдельности.